# Ourayite
L'ourayite (simbolo IMA: Our) è un minerale appartenente alla classe dei solfosali con composizione chimica Pb4Ag3Bi5S13.

## Etimologia e storia
L'ourayite è stata scoperta dai mineralogisti Emil Makovicky and Sven Karup-Møller nel 1977 a Ouray in Colorado che, oltre a esserne la località tipo, dà anche il nome al minerale.

## Classificazione
La Classificazione Nickel-Strunz elenca l'ourayite nella classe "2. Solfuri e solfosali"; essa è ulteriormente suddivisa in modo tale da separare i minerali in base alla loro composizione o struttura, pertanto l'ourayite si trova nella sottoclasse "2.J Solfosali di archetipo PbS" e da lì nel reparto "2.JB Derivati dalla galena, con Pb" dove forma il sistema nº 2.JB.40.c di cui è l'unico membro.
Nella classificazione minerale secondo Dana, usata principalmente nel mondo anglosassone, l'ourayite è elencata nel reparto dei "Solfosali" e da lì nella sottoclasse "Solfosali con il rapporto 2,5 < z/y < 3 e la composizione (A+)i(A2+)j[ByCz], A = metalli, B = metalloidi, C = non metalli" dove è l'unico membro del sistema nº 03.05.06.

## Abito cristallino
L'ourayite cristallizza nel sistema ortorombico nel gruppo spaziale Bb21m oppure Bbmm con i parametri di reticolo a = 13,457(1) Å, b = 44,042(4) Å, c = 4,100(10) Å, così come con 4 unità di formula per cella unitaria.

## Proprietà
Il minerale è relativamente morbido, avendo una durezza Mohs uguale a 2, come il gesso minerale di riferimento; possiede pleocroismo da pronunciato a forte, dal grigio pallido al nero bluastro, mentre il pleocroismo è debole in olio.

## Origine e giacitura
L'ourayite è un minerale di origine magmatica idrotermale in vene sulfuree.
In Italia il minerale è stato rinvenuto a Primaluna (in Lombardia, provincia di Lecco) e a Nuxis (nella provincia del Sud Sardegna).
Negli Stati Uniti, oltre alla località tipo di Ouray, sempre in Colorado l'ourayite è stata rinvenuta nelle contee di La Plata, di San Juan e di Summit. Fuori dal Colorado il minerale è stato trovato nella contea di Owyhee nell'Idaho e nella contea di Nye in Nevada.
In Groenlandia l'ourayite è stata trovata a Ivigtut nei pressi di Sermersooq; in Germania è stata rinvenuta a Freudenstadt nella regione di Karlsruhe (Baden-Württemberg); in Austria nel distretto di St. Johann im Pongau.
Sempre nelle Americhe, la ourayite è stata trovata anche in Bolivia, Messico e Argentina, oltre ad altri Paesi sparsi per il mondo.

## Forma in cui si presenta in natura
L'ourayite si presenta sotto forma di cristalli lamellari o di cristalli microscopici di color bianco-galena visibili soltanto al microscopio.